# OllyDbg
OllyDbg ist ein von Oleh Yuschuk entwickelter 32-Bit-Debugger für Microsoft Windows, dessen Weiterentwicklung inzwischen eingestellt wurde. Eine 64-Bit-Version befand sich in der Entwicklung, wurde aber nicht fertiggestellt. OllyDbg kann zur binären Codeanalyse verwendet werden, um beispielsweise Programme auf Fehler, Sicherheitslücken und potentiell schädliches Verhalten zu überprüfen. Ebenso kann die Software für Reverse Engineering genutzt werden.
OllyDbg arbeitet auf Ring-3-Ebene und zeichnet sich durch folgende Features aus:
- Debuggen von Multithreadprogrammen
- Anhängen an laufende Prozesse
- Konfigurierbarer Disassembler mit Unterstützung der Formate MASM, IDEAL, HLA und teilweise ASM86 (AT&T-Syntax)
- MMX, 3DNow, SSE, ASCII und Unicode-Unterstützung
- Hardware- und Software-Haltepunkte
- Suchen über Speicherbereiche
- Modifikation von Speicherbereichen „on-the-fly“
- Erweiterbarkeit durch DLL-Plugins

Bei OllyDbg handelt es sich um eine portable Software. Das Programm erfordert also keine Installation und kann auch von einem Wechseldatenträger (z. B. einem USB-Stick) aus gestartet werden.
Um den Funktionsumfang von OllyDbg zu erweitern, wird für Drittanbieter ein Plugin Development Kit (PDK) zur Entwicklung von Plugins angeboten. Inzwischen gibt es eine Vielzahl an Plugins zur Anpassung der Benutzeroberfläche, Umgehung von Anti-Debugging-Methoden und Automatisierung von wiederkehrenden Handlungsschritten mit Hilfe von Skriptsprachen.
Um 64-Bit-Programme zu analysieren ist es notwendig, einen anderen Debugger mit ähnlichem Funktionsumfang zu nutzen, da die Entwicklung der 64-Bit-Version von OllyDbg vorzeitig eingestellt wurde. Hierfür bieten sich beispielsweise x64dbg, IDA oder Ghidra an. Allerdings wird auch die unvollständige 64-Bit-Version von OllyDbg zum Download angeboten.